# Le Colonel Chabert (film, 1920)
Pour les articles homonymes, voir Le Colonel Chabert (homonymie).
Le Colonel Chabert (Il colonello Chabert) est un film italien réalisé par Carmine Gallone et sorti en 1920, d'après le roman éponyme d'Honoré de Balzac.

## Fiche technique
- Titre : Le Colonel Chabert
- Titre original : Il colonello Chabert
- Réalisation : Carmine Gallone
- Scénario : d'après le roman éponyme d'Honoré de Balzac
- Genre : drame
- Pays : Italie
- Format : muet, noir et blanc

## Distribution
- Umberto Zanuccoli
- Charles Le Bargy
- Rita Pergament
- Maurice De Grunewald
- Liliana Mar